# اویزد و خوتسنی
اویزد و خوتسنی (به چکی: Újezd u Chocně) یک منطقهٔ مسکونی در جمهوری چک است که در شهرستان اوستی ناد اورلیتسی واقع شده‌است.
 اویزد و خوتسنی ۱۶٫۳۴ کیلومتر مربع مساحت و ۳۰۵ نفر جمعیت دارد و ۳۲۰ متر بالاتر از سطح دریا واقع شده‌است.